# 德克超市
Dirk ，原名 Dirk van den Broek（荷蘭語發音：[ˈdɪrk vɑn dɛn bruk]），是荷蘭的一家連鎖超市，擁有122間分店 。

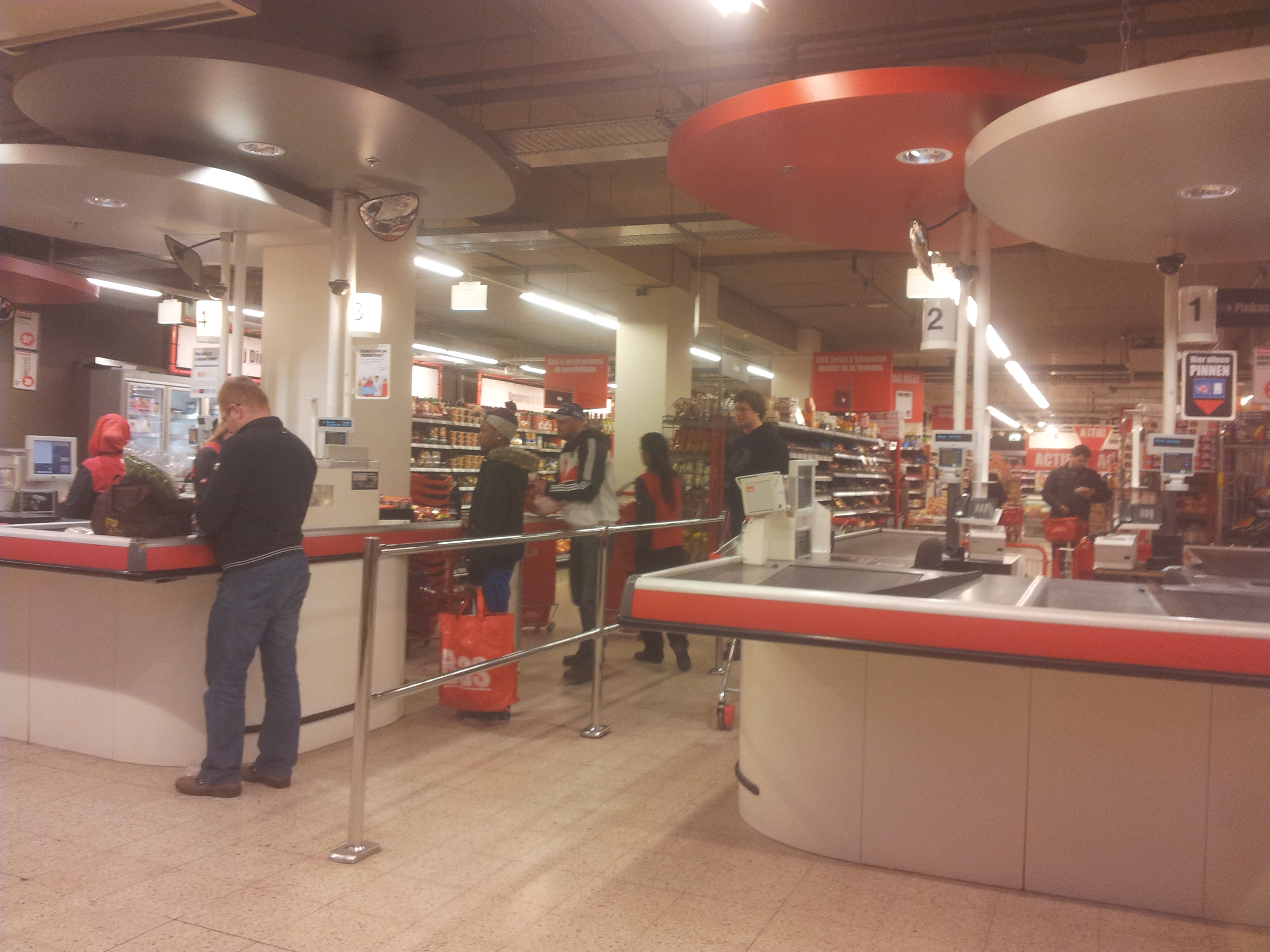
一間分店（攝於2015年）

## 歷史
創辦人德克·范登布魯克於1942年在阿姆斯特丹成立一家牛奶商店，1948年转换为一家自选商店，1953年開設第一家超市。1972年併購了卡特韋克的Digros超市。1973年又併購了鹿特丹的Bas van der Heijden超市。   
2009年，Dirk van den Broek公司與Dirk Kat 的 DekaMarkt合并为Detailresult集團。2014年合併三個品牌Dirk van den Broek、Digros和Bas van der Heijden為單一品牌Dirk。